# Pucciniosira cumminsiana
Pucciniosira cumminsiana är en svampart som beskrevs av Buriticá & J.F. Hennen 1980. Pucciniosira cumminsiana ingår i släktet Pucciniosira och familjen Pucciniosiraceae.   Inga underarter finns listade i Catalogue of Life.